# Hôtel de Galliffet
Ne doit pas être confondu avec l'hôtel de Gallifet.
L’hôtel de Galliffet est un hôtel particulier situé à Paris dans le 7e arrondissement (ancien 10e arrondissement), aux 73, rue de Grenelle et 50, rue de Varenne. Il est actuellement le siège de l'Institut culturel italien de Paris et de la délégation italienne auprès de l'OCDE.

## Histoire
L'hôtel a été construit entre 1776 et 1792 par Étienne-François Le Grand et le sculpteur Jean-Baptiste Boiston pour le marquis Simon-Alexandre de Galliffet, président au Parlement de Provence, à l'emplacement de l'hôtel du président Talon, qui datait de 1680, ainsi que de l'ancien cimetière Sainte-Croix.

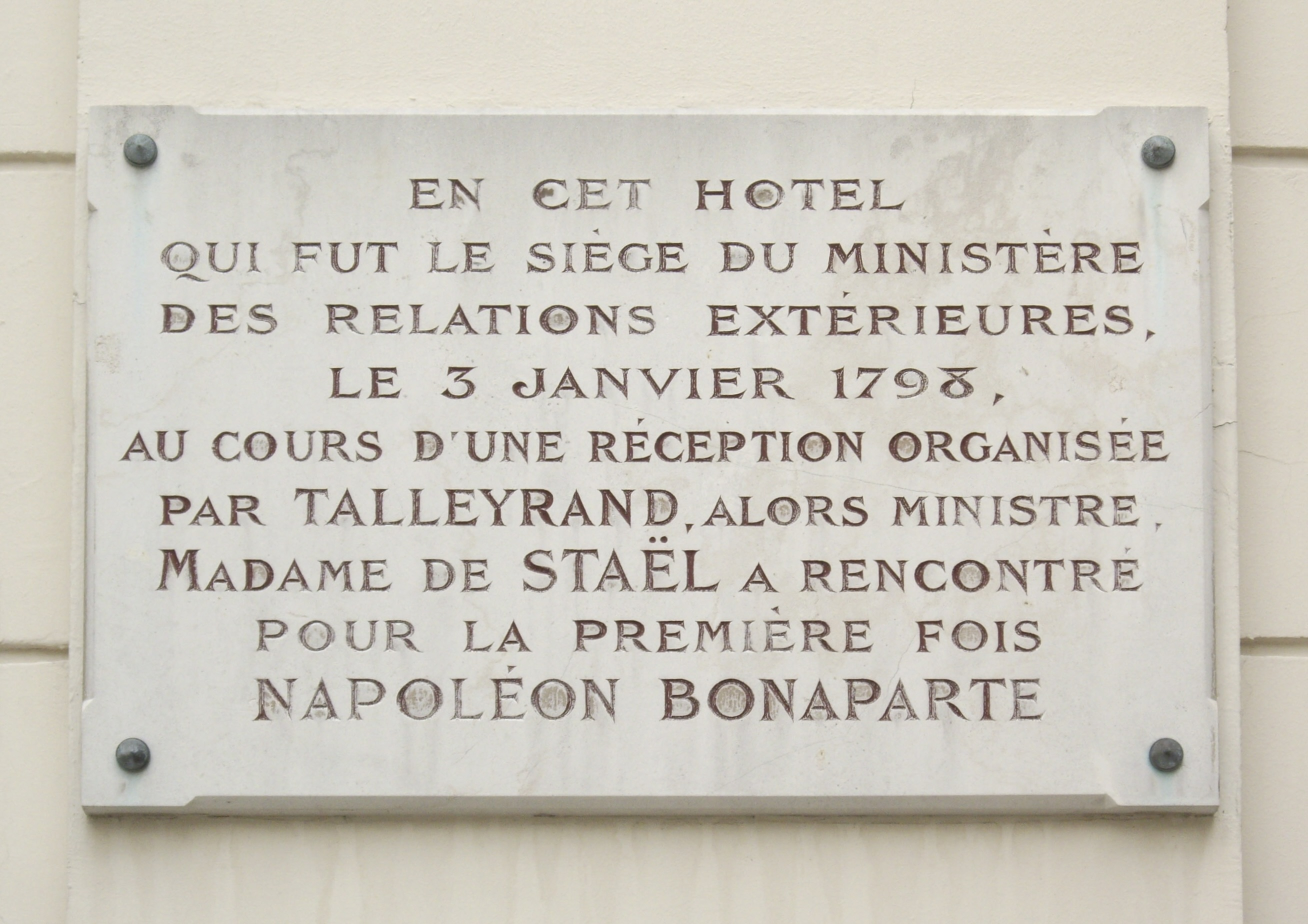
Plaque commémorative.

Saisi comme bien d'émigré en 1792, il est modifié par Renard puis affecté en 1794 au ministère des Relations extérieures,. L’hôtel de Galliffet fut d’abord la demeure du ministre des Relations extérieures Charles-François Delacroix (père du peintre Eugène Delacroix), puis de Charles-Maurice de Talleyrand-Périgord, qui s’y établit le 19 juillet 1797 et y resta jusqu’au mois de juillet 1799, puis de novembre 1799 au début de l'année 1807. Le 3 janvier 1798, il y présente Napoléon Bonaparte à Madame de Staël.
Il est suivi par le duc de Cadore, jusqu'à la Restauration. 
En 1821, les héritiers du marquis de Galliffet parvinrent à rentrer en possession de l'hôtel, qui est divisé en appartements et en partie loué, notamment à l'infant d'Espagne don Francisco de Paule en 1838 et au nonce du pape en 1850.  
En définitive, l'État italien le loua en totalité en 1894 avant d'en faire l'acquisition en 1909. Son ambassade y est installée. Elle est transférée en 1938 à l'hôtel de Boisgelin ; l'hôtel de Galliffet abrite aujourd'hui l'Institut culturel italien et la délégation italienne auprès de l'OCDE. 
Situé en cœur d'îlot, l'hôtel est relié à la rue de Grenelle par un passage qui est une restitution du XIXe siècle réalisée par l'architecte Jean-Louis Provost, ainsi qu'à la rue de Varenne. Comme l'hôtel qui le précédait, il communiquait également avec la rue du Bac, sur laquelle se trouvait l'entrée sur le jardin, marquée par un porche monumental, au niveau du no 84 (supprimée en 1837). Le banquier Théophile Cazenove est mort dans le pavillon au fond du jardin. 
Les façades sur cour et sur jardin sont célèbres par leur ordre colossal au sol. 
Le décor intérieur est à l'antique, notamment le grand salon avec des reliefs de Boiston. L'escalier date de 1898.

### Sources et bibliographie
- Jules-Félix Vacquier, Les vieux hôtels de Paris. Le Faubourg Saint-Germain : Tome premier. Décorations extérieures et intérieures, Paris, F. Contet, 1913.
- Jacques Hillairet, Dictionnaire historique des rues de Paris, 2 vol., Paris, Éditions de Minuit, 1960.
- Le Parisien chez lui au XIXe siècle : 1814-1914, [exposition], Archives nationales, Hôtel de Rohan, novembre 1976-février 1977, Paris : Archives nationales, 1976.
- (de) Yvonne Prinzessin von Croÿ, Das Hôtel de Galliffet (1784-1792). Pariser Baupraxis und Ausstattungskunst am feudalen Privatbau des ausgehenden Ancien Régime, Hildesheim, Zürich, New York, 2014.
- Marina Valensise, L'hôtel de Galliffet, Milan, Skira, 2015.
- (it) Sara D'Abate et Giuliana Mosca, Architettura e restauri. La storia incompiuta dell'Hôtel de Galliffet, XVII-XX secolo, Paris: Istituto Italiano di Cultura, 2016.